# Antoine Pol
Pour les articles homonymes, voir Pol.
Ne doit pas être confondu avec Antoine Paul.
Antoine Pol est un officier, dirigeant d'entreprise et poète français né le 26 août 1888 à Douai (Nord) et mort le 20 juin 1971 à Seine-Port (Seine-et-Marne).
Il est célèbre pour être l'auteur du poème Les Passantes écrit en 1911, publié en 1918, et mis en musique par Georges Brassens en 1972 dans l'album Fernande. 

## Biographie
Antoine François Pol naît le 26 août 1888 à Douai, fils de Florimond Pol et de Céleste Julia Lasmezas. Après des études au lycée de Douai (1893-1906), il est reçu en 1909 à l'École centrale de Paris, dont il sort diplômé ingénieur des Arts et Manufactures, promotion 1913.
En 1911, il écrit le poème Les passantes qui sera chanté en 1972 par Georges Brassens.
En janvier 1913, il fait la une de la Vie douaisienne comme auteur de la revue annuelle du Cercle dramatique douaisien : « pimpante, pas trop cruelle, un peu tout de même ». Décrite comme « une petite revue sans prétention, mais gaie, amusante, pas rosse pour un sou et qui a fait rire les spectateurs accourus en foule », elle lui vaut d'être présenté par l’Écho du théâtre et de la musique comme « un jeune élève de l’Ecole centrale qui rêve de marcher sur les traces de Max Maurey ».
Sous-lieutenant d'artillerie en 1913, il est mobilisé en 1914 au 9e régiment d'artillerie à pied à Belfort. 
Le 3 août 1915 à Belfort, il épouse Yvonne Marie Jeanne Meneboode, fille du colonel Henri-Pierre Meneboode (1860-1924),. Leur fils Alain Pol deviendra réalisateur.
Lieutenant en 1916, capitaine en 1918, il termine la guerre décoré de la croix de guerre avec citation. Il publie à compte d'auteur Emotions poétiques.

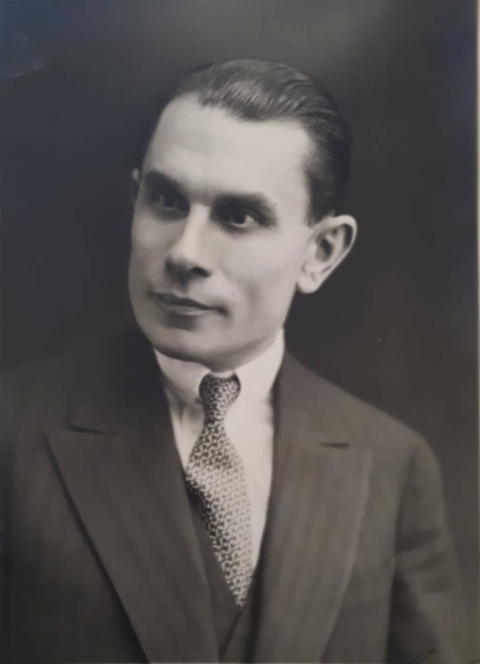
Antoine Pol dans les années 1930-1940

En janvier 1919, au Service des mines de fer de Lorraine, il est chargé de l'exploitation des mines allemandes séquestrées. D'avril 1921 à avril 1925, il occupe le poste de directeur commercial des mines de la Houve à Strasbourg. 
Il est ensuite directeur général de la société des Établissements Châtel & Dollfus, négoce de combustibles minéraux et végétaux, rue de la Bienfaisance à Paris puis, en 1940, président directeur général,.
En 1949, il est élu président du Syndicat central des importateurs de charbon en France.
Retraité en 1959, il peut enfin s'adonner à ses passions : la poésie, la bibliophilie et les papillons. 
Il meurt le 20 juin 1971 à Seine-Port (Seine-et-Marne), à 82 ans, alors qu'il allait rencontrer Georges Brassens pour la première fois.

### Décorations
Chevalier de la Légion d'honneur

 Croix de guerre 1914–1918

## Œuvres principales
- 1918 : Émotions poétiques (qui contient le poème Les Passantes) suscite des critiques élogieuses dans La Croix - « ... un ensemble poétique qui plaira aux âmes enthousiastes »[11] - et le Petit Comtois : « ... Comment ne pas aimer ce poète, époux et père, qui aperçoit à la Lumière du Cœur (c’est le titre d’un de ses plus charmants sonnets), tant de choses que les autres ne voient pas »[12].
- 1924 : Le Livre de maman - reçoit à sa parution une critique élogieuse de Benjamin Vallotton : « Car ses vers sont charmants »[13].
- 1941 : Destins, poèmes de ce temps et de toujours
- 1947 : Plaisirs d'amour
- 1970 : Croquis
- 1971 : Coktails

### Les Passantes
Antoine Pol est surtout connu comme l'auteur du poème Les Passantes, mis en musique et interprété par Georges Brassens en 1972 dans l'album Fernande.
Georges Brassens découvre Les Passantes chez un bouquiniste en 1942, et le met une première fois en musique. Il l'oubliera et la remaniera à de nombreuses reprises jusqu'en 1969. Souhaitant alors l'enregistrer, il demande qu'on retrouve Antoine Pol pour lui demander l'autorisation. Mais personne ne peut renseigner Brassens. Deux ans plus tard, en avril 1971 c'est Antoine Pol lui-même qui appelle Pierre Onténiente, car il souhaite publier un livre luxueux des chansons de Brassens. Brassens demande à le rencontrer pour le connaître et lui faire écouter la musique des Passantes, dont Antoine Pol apprend, ravi, l'existence. Mais il meurt en juin avant qu'ils aient pu se rencontrer,. La chanson est créée à Bobino en décembre 1972.
En 2023, l'histoire des Passantes fait l'objet d'une pièce de théâtre créée par Gérald Duchemin et jouée par le comédien Hervé Masquelier, qui est présentée au Festival d'Avignon (L'histoire improbable des Passantes).